# Canberra
Canberra (wym. [ˈkænbᵊrə] lub [ˈkænbɛrə]) – stolica Australii, miasto leżące w odległości 280 km od Sydney i 660 km od Melbourne w obrębie Australijskiego Terytorium Stołecznego. Jest największym miastem Australii położonym w środku lądu i 8. co do wielkości miastem kraju.
Canberra ma 431 611 mieszkańców (2021).
Miasto nie ma własnych władz miejskich, natomiast wszystkie decyzje dotyczące miasta podejmuje Zgromadzenie Ustawodawcze Australijskiego Terytorium Stołecznego.

## Historia
Przed europejskim osadnictwem teren dzisiejszej Canberry był sezonowo zamieszkany przez plemiona Ngunnawal i Walgalu. Plemię Ngarigo żyło na południowym wschodzie tego terenu, Gundungurra na północy, Yuin na wybrzeżu, a Wiradjuri na zachodzie. Odkrycia archeologiczne z obecnego regionu stołecznego wskazują obecność ludzi na tym terenie od 21 tys. lat. Słowo „Canberra” pochodzi z dialektu rodziny Ngabri, jednej z rodzin plemienia Ngunnawal, od słowa Kanbarra, znaczącego miejsce spotkań. Nazwa ta była najwyraźniej używana jako odwołanie do corroboree odbywających się podczas sezonowych migracji ludzi z plemienia Ngunnawal w celu uczczenia ciem bogong (Agrotis infusa), przelatujących przez region każdej wiosny.
Europejska kolonizacja rozpoczęła się na początku XIX wieku. W latach 1820–1824 zorganizowano cztery wyprawy na ten obszar. Za początek stałego europejskiego osadnictwa uważane jest założenie w 1823 na terenie dzisiejszego półwyspu Acton gospodarstwa wyspecjalizowanego w hodowli owiec. Dokonali tego pracownicy zatrudnieni przez Joshuę Johna Moore’a, który w 1826 wykupił teren, gdzie znajdowało się gospodarstwo, i nazwał go Canberry.
W miarę upływu czasu populacja europejska powoli rosła. Wśród ważnych rangą osadników była farmerska rodzina Campbellów, która sprowadzała inne osadnicze rodziny do pracy na swojej ziemi (dom Campbellów obecnie jest częścią Royal Military College w Duntroon, przedmieściu stolicy). Innymi wpływowymi rodzinami w XIX-wiecznej społeczności dzisiejszego obszaru stołecznego byli Murrayowie i Gibbesowie. Ci ostatni w latach 1830–1881 byli właścicielami majątku Yarralumla (obecnie dzielnica Canberry, w której znajduje się oficjalna rezydencja gubernatora generalnego Australii).
Pod koniec XIX stulecia coraz bardziej rozwijające się największe australijskie miasta, Melbourne i Sydney zaczęły ostro rywalizować o miano stolicy kraju. Pierwsze z nich było w tamtym czasie siedzibą parlamentu Australii, drugie zaś mieściło pozostałe instytucje rządowe. Żeby nie dopuścić do utraty popularności jednego miasta kosztem drugiego, a zarazem zakończyć spór, parlament podjął kompromisową decyzję: nowa stolica zostanie zbudowana od podstaw, na obszarze między dwoma największymi miastami. Chociaż politycy ze stanu Nowa Południowa Walia lobbowali za ustanowieniem stolicy w Sydney, w ramach porozumienia z przedstawicielami pozostałych jednostek administracyjnych, wyrażono zgodę na ustanowienie stolicy kraju w NPW, jednak musiała ona znajdować się w odległości co najmniej 100 mil od Sydney. Ostateczna lokalizacja została wybrana przez władze państwa w 1908, po zakończeniu terenowych prac badawczych (prowadzonych przez rządowego geodetę Charlesa Scrivenera). Niedługo później ogłoszono międzynarodowy konkurs na projekt nowej stolicy Australii, który wygrała para architektów z Chicago: Walter Burley Griffin i Marion Mahony Griffin. Pierwsze prace budowlane ruszyły w 1913.

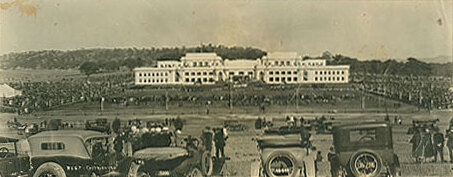
Otwarcie budynku Old Parliament House w 1927

Zainaugurowanie działalności Canberry jako stolicy Australii miało miejsce 9 maja 1927, kiedy otwarta została siedziba przeniesionego z Melbourne parlamentu, obecnie znana jako Old Parliament House. Rozwój nowo powstałego miasta poważnie zahamował wielki kryzys z lat 30. i II wojna światowa. Różne zaplanowane w tamtym czasie inwestycje, między innymi katolicka oraz anglikańska katedra, nigdy nie zostały ukończone. Po wojnie miasto wróciło na właściwą ścieżkę rozwoju gospodarczego, zaczęło się coraz bardziej rozbudowywać i zyskiwać na znaczeniu. Przeniesiono do niego siedziby różnych instytucji publicznych, w tym Sądu Najwyższego Australii, Australijskiego Uniwersytetu Narodowego i Biblioteki Narodowej Australii.

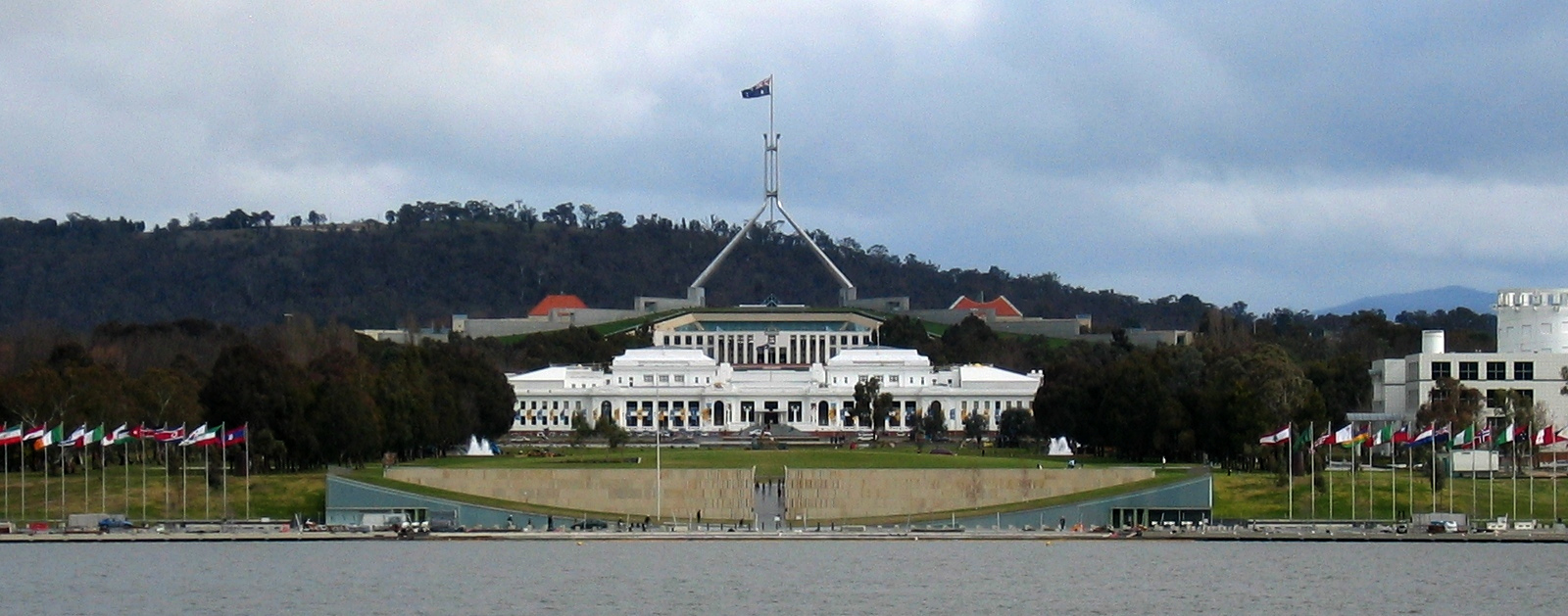
Widok na dwa gmachy australijskiego parlamentu: dawny i obecny

W 1960 w centrum miasta zaczęto budować na rzece Molonglo zbiornik wodny, będący częścią oryginalnych, konkursowych planów Canberry i którego wcześniejsza budowa była niemożliwa ze względów ekonomicznych. W 1963 budowa zbiornika dobiegła końca. Od tamtej pory Jezioro Burleya Griffina (nazwa nadana na cześć jednego z architektów projektujących stolicę) jest głównym akwenem miasta dzielącym go na dwie części. Z kolei w latach 1981–1988 zrealizowano inną wielką inwestycję – wybudowano nowy gmach parlamentu. Jego uroczyste otwarcie z udziałem królowej Elżbiety II nastąpiło 9 maja 1988.
18 stycznia 2003 miał miejsce pożar buszu w Canberze. Wyrządził on poważne szkody na obrzeżach stolicy. W jego wyniku zginęły 4 osoby, a ponad 500 domów zostało zniszczonych lub poważnie uszkodzonych. Zniszczeniu uległo również leżące na zachód od miasta obserwatorium Mount Stromlo.
Podczas całego 2013 roku w Canberze odbywały się liczne uroczystości upamiętniające 100. rocznicę rozpoczęcia budowy miasta. 11 marca 2014 w parku City Hill odsłonięto nawiązujący do tej rocznicy obelisk Canberra Centenary Column.

## Geografia
Canberra zajmuje powierzchnię 814,2 km² i znajduje się w pobliżu masywu Brindabella Ranges. Jest położona około 150 km od wschodniego australijskiego wybrzeża. Miasto leży na wysokości 550–700 m n.p.m. Najwyższy punkt w mieście znajduje się na górze Mount Majura i wynosi 888 m n.p.m. Inne znaczące góry na obszarze Canberry to Mount Taylor (855 m n.p.m.), Mount Ainslie (843 m n.p.m.), Mount Mugga Mugga (812 m n.p.m.) i Black Mountain (812 m n.p.m.). Wokół miasta znajdują się rozległe sawanny eukaliptusowe, a także bagna i lasy. W stosunku do pierwotnego stanu powierzchnia lasów znacznie zmalała ze względów na wycinkę drzew, z powodu pozysku drewna jako m.in. paliwa. Przez miasto przepływa rzeka Molonglo.

### Dzielnice mieszkalne
- Canberra Central
- Woden Valley
- Belconnen
- Weston Creek
- Tuggeranong
- Gungahlin

### Klimat
| Miesiąc | Sty  | Lut  | Mar  | Kwi  | Maj  | Cze  | Lip  | Sie  | Wrz  | Paź  | Lis  | Gru  | Roczna |
| --- | ---- | ---- | ---- | ---- | ---- | ---- | ---- | ---- | ---- | ---- | ---- | ---- | ------ |
| Średnie temperatury w dzień [°C]                                                                                             | 28,7 | 27,7 | 24,8 | 20,5 | 16,3 | 12,5 | 11,8 | 13,5 | 16,6 | 19,9 | 23,3 | 26,3 | 20,2   |
| Średnie dobowe temperatury [°C]                                                                                              | 21,2 | 20,7 | 17,9 | 13,8 | 10,0 | 6,9  | 6,0  | 7,4  | 10,2 | 13,2 | 16,4 | 19,1 | 13,6   |
| Średnie temperatury w nocy [°C]                                                                                              | 13,7 | 13,6 | 10,9 | 7,1  | 3,7  | 1,3  | 0,2  | 1,3  | 3,8  | 6,4  | 9,5  | 11,9 | 7,0    |
| Opady [mm] | 54,7 | 52,7 | 45,2 | 41,0 | 38,1 | 44,7 | 47,6 | 45,9 | 51,9 | 51,0 | 68,9 | 54,8 | 596    |
| Średnia liczba dni z opadami                                                                                                 | 6,5  | 6,1  | 6,2  | 6,6  | 7,1  | 9,1  | 10,0 | 9,4  | 9,7  | 8,9  | 10,0 | 7,7  | 97,3   |
| Średnie usłonecznienie [h]                                                                                                   | 295  | 254  | 251  | 219  | 186  | 156  | 180  | 217  | 231  | 267  | 267  | 291  | 2814   |
| Źródło: Bureau of Meteorology (liczba dni z opadami dla wartości 0,1 mm, wysokość 578 m n.p.m., 110 km od oceanu, 1981-2010) |      |      |      |      |      |      |      |      |      |      |      |      |        |

## Gospodarka
Canberra jest istotnym ośrodkiem gospodarczym, kulturalnym (Galeria Narodowa Australii, Biblioteka Narodowa Australii) i naukowym (Australijski Uniwersytet Narodowy, założony w 1946) kraju. Ma rozwinięty przemysł poligraficzny, elektroniczny, precyzyjny i spożywczy. Pełni również ważną rolę w australijskiej turystyce (odwiedza ją rocznie ponad 600 tys. turystów).
Znajduje się w niej duży węzeł drogowy oraz międzynarodowy port lotniczy.

## Miasta partnerskie
Miasta partnerskie Canberry:
- Pekin, Chińska Republika Ludowa (14.09.2000)
- Nara, Japonia (26.10.1993)
- Wellington, Nowa Zelandia (6.07.2016)

Miasta zaprzyjaźnione:
- Dili, Timor Wschodni (10.05.2006)
- Hangzhou, Chińska Republika Ludowa (04.2003)